# Centrum (metropolitana di Varsavia)
Centrum è una stazione della linea M1 della metropolitana di Varsavia.

## Storia
È stata inaugurata nel 1998. Il nome ufficiale è A13 Centrum.